# 토론 경남
《토론경남》은 KBS 창원 1TV에서 매주 금요일 오후 7시 40분에 방송 중인 경남 시사 프로그램이다.

## 프로그램 소개
지역 현안의 생생한 목소리를 듣고 다양한 관점에서 토론하며 깊이 있고 균형잡힌 접근으로 시사문제와 현안을 폭 넓게 진단합니다.

## 역대 진행자
| 대수 | 진행자                        | 진행 기간                         | 비고  |
| ---- | ----------------------------- | --------------------------------- | ----- |
| 1대  | 조유묵 마창진참여연대사무처장 | 2018년 5월 5일 ~ 2022년 4월 8일   |       |
| 2대  | 심인보 아나운서               | 2022년 4월 15일 ~ 2024년 3월 22일 |       |
| 3대  | 송지원 아나운서               | 2024년 4월 12일 ~ 현재            | [ 1 ] |